# Keenan-Land

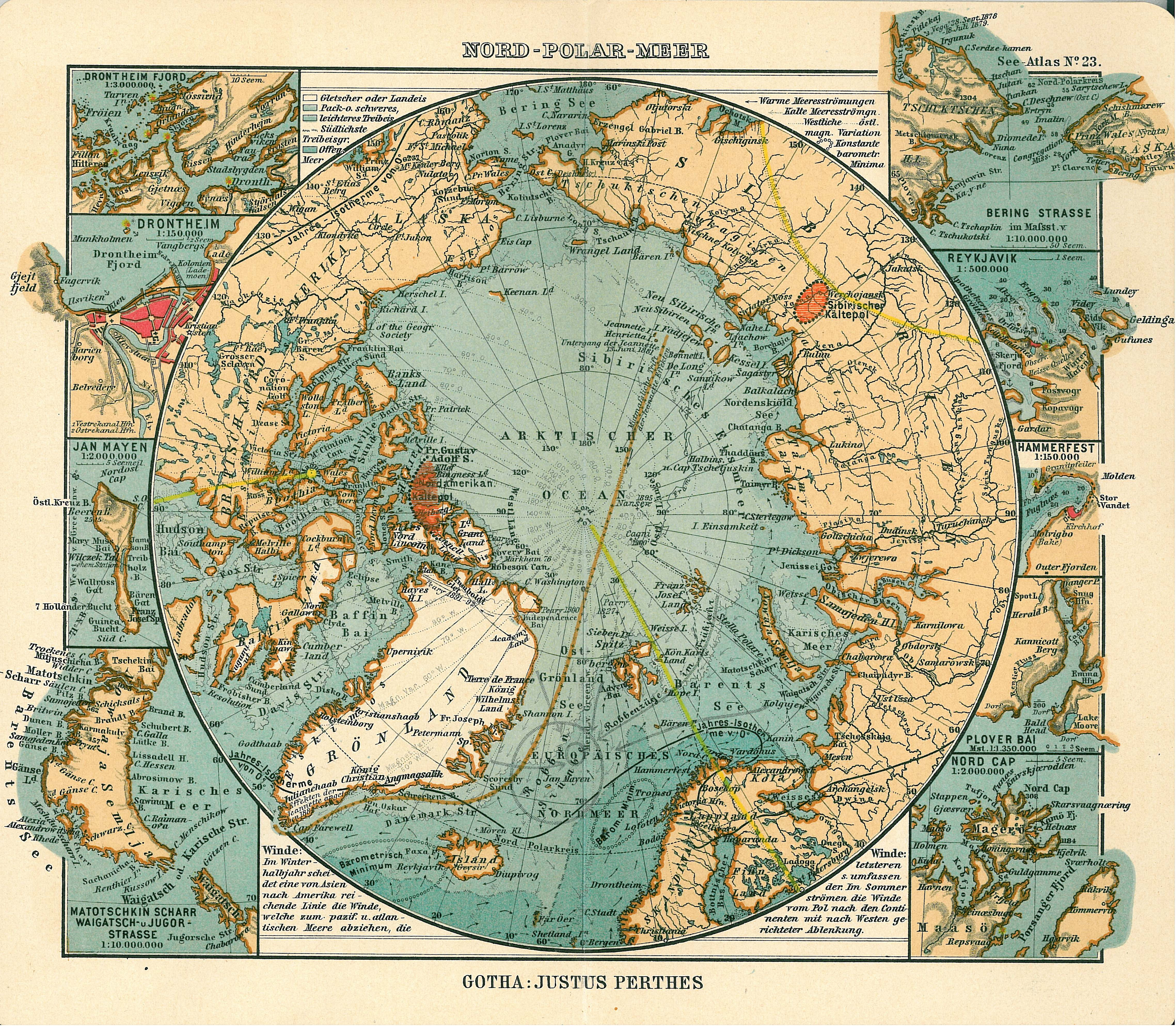
Landkarte von 1906 mit der vermuteten Position von Keenan-Land

Keenan-Land (auch Kennan-Land) ist der Name einer Phantominsel in der Beaufortsee, ungefähr 500 km nördlich von Alaska.
In den 1870er Jahren berichtete der Walfänger John Keenan (1835–1910), er sei mit seiner Bark Stamboul in schlechtem Wetter in nördliche Richtung gefahren, als er und alle seine Männer bei aufreißendem Nebel im Norden Land erblickt hätten. Nach anderen Quellen soll er das Land betreten und die US-amerikanische Flagge gehisst haben. Der Naturforscher Marcus Baker (1849–1903) schlug 1893 vor, der Insel, deren mögliche Existenz im Einklang mit Legenden der Eskimos über ein Land im Norden stehe, Keenan Island zu benennen. Auf einigen Karten dieser Zeit war sie als Kennan Land (z. B. in Stielers Hand-Atlas von 1891) oder Keenan Land (z. B. in  Adolf Stielers Hand-Atlas von 1907) zu finden. 1904 trat der US-amerikanische Hydrograph Rollin Arthur Harris mit der Theorie von der Existenz eines arktischen Kontinents hervor, die auf Beobachtungen der Gezeiten und Meeresströmungen basierte, aber auch durch Keenans Bericht gestützt zu werden schien. Ein entschiedener Kritiker dieser Theorie war Fridtjof Nansen.
Die erste wissenschaftliche Expedition, die versuchte, Keenan-Land zu erreichen, war die Anglo-Amerikanische Polarexpedition 1906–1908, die von Ejnar Mikkelsen und Ernest de Koven Leffingwell (1875–1971) geleitet wurde. Sie mussten ihren von Flaxman Island vor der Küste Alaskas ausgehenden Vorstoß aber bereits nach 200 km abbrechen. Näher kam dem angenommenen Ort der Phantominsel die unter Leitung von Vilhjálmur Stefánsson stehende Canadian Arctic Expedition 1913–1916. Sie entdeckte kein Land, und Tiefenlotungen ließen auch kein nahes Land erwarten. 1926 überflogen Roald Amundsen, Lincoln Ellsworth und Umberto Nobile das in Frage stehende Gebiet mit dem Luftschiff Norge. Unglücklicherweise hatten sie südlich 85° Nord aufgrund dichten Nebels keine Sicht auf das Eis. Hubert Wilkins, der schon 1926 bis 1928 versucht hatte, Keenan-Land vom Flugzeug aus „wiederzuentdecken“, überflog 1937 auf seiner Suche nach dem vermissten Sigismund Lewanewski große Teile der Gegend und kam zu dem Schluss, dass es hier nirgends Land gebe.
Eine mögliche Erklärung für die Sichtung von Keenan-Land fand der Pilot der US Air Force Joseph O. Fletcher 1946. Beim Überfliegen der Beaufortsee registrierte er ein ungewöhnliches Radarsignal und entdeckte eine Eisinsel gigantischen Ausmaßes. Dicker und härter als die sie umgebenden Eisschollen nahm sie eine Fläche von 520 km² ein. Aus der Ferne konnten ihre Täler und Hügel für Land gehalten werden.